# Tōyō Denki Seizō

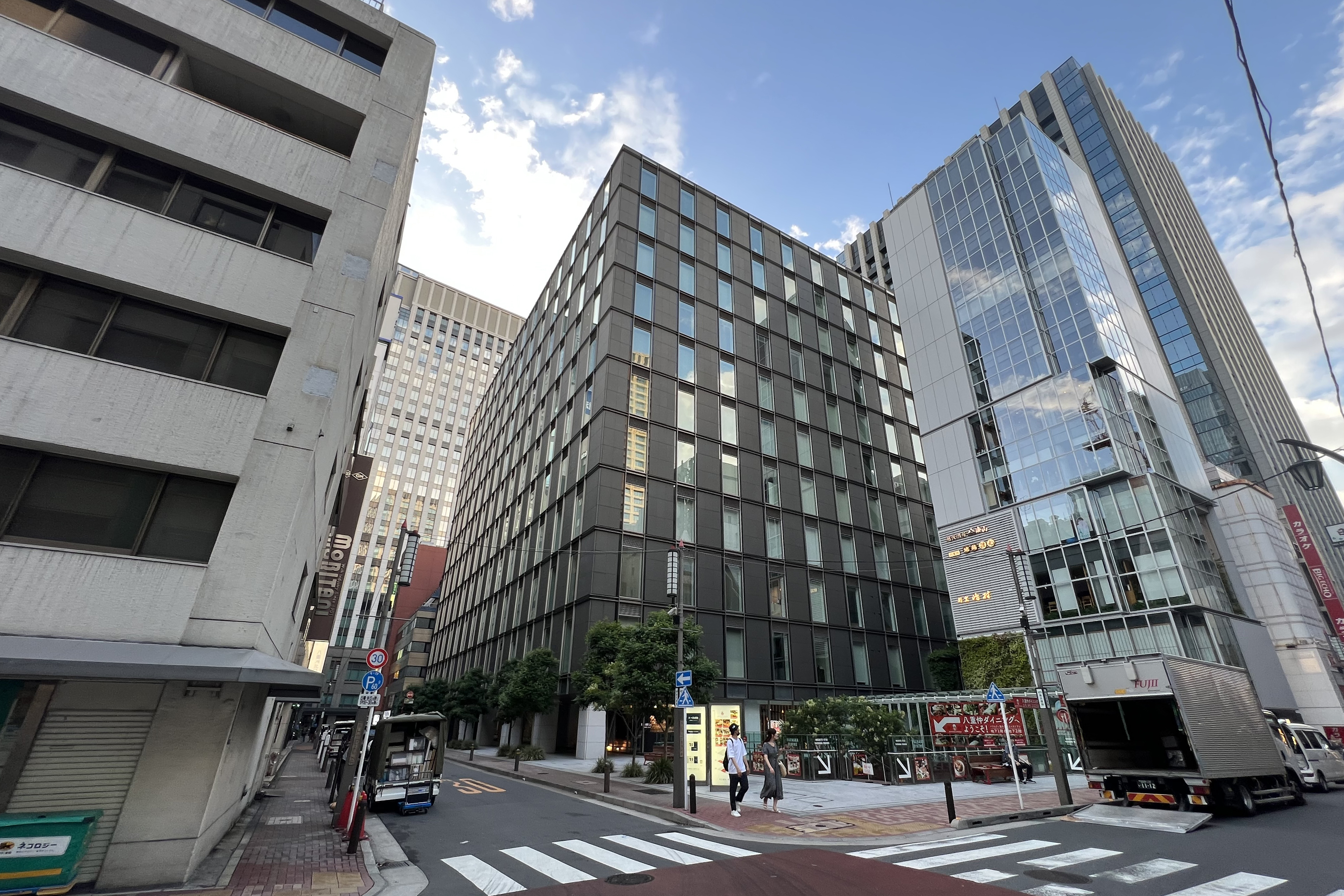
Hauptsitz

Tōyō Denki Seizō K.K. (jap. 東洋電機製造株式会社, Tōyō Denki Seizō kabushiki kaisha) ist ein japanisches börsennotiertes Unternehmen, das sich auf Komponenten zur Ausrüstung von Schienenfahrzeugen spezialisiert hat. Der Hauptsitz befindet sich in Chūō, Tokio.
Tōyō Denki wurde 1918 gegründet und beschäftigt heute rund 2.000 Mitarbeiter an verschiedenen Standorten mit drei Hauptgeschäftsfelder im Bereich Transport-, Industrie- und Informationssysteme.
Im Bereich der Verkehrssysteme ist Tōyō Denki ein führender Hersteller von elektrischen Ausrüstungen für Schienenfahrzeuge in Japan. Tōyō Denki entwickelt und baut vor allem Motoren, Wechselrichter und andere elektrische Geräte als Zulieferer für die Eisenbahnindustrie. Seit 2003 betreibt Tōyō Denki auch ein Werk in den USA. Im Oktober 2014 eröffnete Tōyō Denki ihre Tochtergesellschaft in Peking, Volksrepublik China.

## Geschäftsfelder

### Transportsysteme
Entwicklung, Herstellung und Verkauf elektrischer Betriebsmittel für Schienenfahrzeuge, Magnetschwebefahrzeuge, Straßenbahnfahrzeuge (LRV), alternative Schienenfahrzeuge und Sonderfahrzeuge, wie zum Beispiel Fahrmotoren, Fahrgetriebe, Stromabnehmer, Wechselrichter, automatische Türbetriebseinrichtungen und komplette Zug-Kommunikationssysteme (TTCS).

### Industriesysteme
Entwicklung, Herstellung, Vertrieb und Bauleistungen in angrenzenden Bereichen der Transportsystem. Steuerungen für Motoren, Wechselrichter und Detektoren. Wasserversorgungs- und Abwasseranlagensysteme, Energieerzeugungsanlagen, alternative Energieerzeugungssysteme und Radnabenmotoren.

### Informationssysteme
Herstellung, Entwicklung, Vertrieb und Bauleistungen in angrenzenden Bereichen, wie zum Beispiel automatische Fahrkartenautomaten, On-Bord Fahrkartenautomaten und Chipkartenautomaten, Fernüberwachungssysteme und Informationssysteme und Ausrüstung einschließlich der fachspezifischen Software.

## Anwendungen
Toyo Denki entwickelte zum Beispiel für den japanischen Hochgeschwindigkeitszug Shinkansen-Baureihen neben der Zugsteuerung auch die Stromabnehmer, Fahrmotoren und die Motorbremsen, die die Effizienz des Energieverbrauches nachhaltig verbessern. Das von Toyo Denki entwickelte und patentierte E³-Solution System ist ein Eisenbahnenergiespeichersystem, das ausgerüstet mit Toyo Denki Hochleistungs-Gleichspannungswandler in Kombination mit Lithium-Ionen-Batterien in der Lage ist, Strom zu speichern und für den Fahrbetrieb wieder nutzbar zu machen (Nutzbremse). Das System kompensiert zudem effektiv Spannungsabfälle von Fahrleitungen und ermöglicht eine Senkung der Spitzenlast beim Hochgeschwindigkeitsfahrbetrieb.